# Valeriana flagellifera
Valeriana flagellifera är en kaprifolväxtart som beskrevs av Alexander Feodorowicz Batalin.
Valeriana flagellifera ingår i släktet vänderötter och familjen kaprifolväxter. Inga underarter finns listade i Catalogue of Life.